# Hans-Joachim Bergann
Hans-Joachim Bergann (* 21. Juni 1919; † 2005) war ein deutscher Taucher und Tauchpionier. Er leistete wichtige Beiträge zur Entwicklung des Sporttauchens in Deutschland in der zweiten Hälfte des 20. Jahrhunderts.

## Biographie
Hans-Joachim Bergann diente im Zweiten Weltkrieg in den Kleinkampfverbänden der Kriegsmarine. Nach einer kurzen Zeit als Ein-Mann-U-Boot-Fahrer absolvierte er die Kampfschwimmerausbildung. Vor dem Krieg hatte Bergann bereits Erfahrungen als Schiffsjunge und Leichtmatrose auf Frachtseglern in Nord- und Ostsee gesammelt. Während eines Griechenlandeinsatzes begegnete er dem Taucher Hans Hass, was sein Interesse am Tauchen weckte.
Die Ausrüstung der Kampfschwimmer bestand aus Flossen, Maske, Schnorchel, einem einfachen Trockentauchanzug und einem Sauerstoffkreislaufgerät italienischer Herkunft. Trotz des anspruchsvollen Trainings mit dem nicht ungefährlichen Kreislaufgerät kam es laut Bergann weder während der Ausbildung noch bei Einsätzen zu Unfällen.
Bergann war einer der ersten zivilen Taucher in der Bundesrepublik Deutschland nach dem Zweiten Weltkrieg. Er engagierte sich früh für die Ausbildung und Sicherheit von Sporttauchern.
1949 gründeten Hans-Joachim Bergann und Kurt Ristau in Hamburg das Unternehmen Barakuda.
1950 gründeten Bergann und Ristau zusammen mit Peter Paulsen den Deutschen Unterwasserclub Hamburg.
Hans-Joachim Bergann trat 1958 als Reserveoffizier in die Bundesmarine ein. Während seiner Dienstzeit pflegte er enge Kontakte zum Taucherwesen der Marine, insbesondere im tauchmedizinischen Bereich. Diese Erfahrungen beeinflussten die Entwicklung von Sporttauchausrüstungen. Bergann beendete seine Laufbahn bei der Bundesmarine im Rang eines Fregattenkapitäns der Reserve.
In den 1960er Jahren war Bergann maßgeblich an der Gründung des Verbands Deutscher Sporttaucher (VDST) beteiligt, dem heutigen nationalen Tauchsportverband Deutschlands. Er setzte sich für einheitliche Ausbildungsstandards und Sicherheitsrichtlinien im Tauchsport ein.
Hans-Joachim Bergann übernahm von 1968 bis 1977 das Präsidentenamt des Verbands Deutscher Sporttaucher (VDST). Anschließend war er drei Jahre als Schatzmeister tätig. Seit 1980 ist er Ehrenpräsident.
Während Berganns Amtszeit wurden in Zusammenarbeit mit Walter Matthes, Ehm, Klockmann, Warnke vom Drägerwerk und anderen Tauchsportexperten die „Richtlinien für das sportliche Tauchen“ entwickelt. Diese dienten als erster verbandsoffizieller Leitfaden für die Tauchausbildung im VDST.
Die Richtlinien wurden kontinuierlich aktualisiert und bildeten über viele Jahre die Grundlage für die Ausbildung im Verband. Teile dieser Richtlinien wurden später auch vom Präsidium der Deutschen Lebens-Rettungs-Gesellschaft (DLRG) als Basis für deren Tauchausbildung übernommen.
Hans-Joachim Bergann übergab die von ihm initiierte Tauchsportzeitschrift Delphin an den Verlag Schmidt-Römhild in Lübeck. Nach dem Tod des Verlagsinhabers übertrug dessen Nachfolger die Zeitschrift an den Jahr-Verlag in Hamburg. Dieser entwickelte daraus die heute noch erscheinende Zeitschrift Tauchen. Er gilt als einer der Wegbereiter des modernen Sporttauchens in Deutschland.